# Wybory prezydenckie w Austrii w 2010 roku
Wybory prezydenckie w Austrii w 2010 roku – wybory prezydenckie w Austrii przeprowadzone 25 kwietnia 2010. W dwunastych wyborach od 1951 roku wystartowało trzech kandydatów Heinz Fischer (SPÖ), Barbara Rosenkranz (FPÖ) oraz Rudolf Gehring (CPÖ). Zwycięzcą tego starcia został Fischer prezydent Austrii od 2004 na którego oddano prawie 80% ważnych głosów.

## Wyniki wyborów
Wyniki wyborów opublikowane zostały kilka godzin po zakończeniu głosowania, a ich ostateczny rezultat został potwierdzony 1 maja.  Prezydent Fischer zdobył 79,3% głosów poparcia, zwyciężając już w pierwszej turze wyborów. Najpoważniejsza rywalka reprezentująca skrajnie prawicową FPÖ Barbara Rosenkranz uzyskała 15,2% głosów zaś Rudolf Gehring reprezentujący marginalną partię CPÖ uzyskał 5,4% głosów. Frekwencja wyborcza wyniosła 53,60%.
| Kandydat                 | Kandydat                 | Liczba głosów | %     |
| ------------------------ | ------------------------ | ------------- | ----- |
|                          | Heinz Fischer            | 2 508 373     | 79,3% |
|                          | Barbara Rosenkranz       | 481 923       | 15,2% |
|                          | Rudolf Gehring           | 171 668       | 5,4%  |
| Głosy ważne              | Głosy ważne              | 3 161 964     | 100%  |
| Głosy nieważne           | Głosy nieważne           | 242 682       | 7,13% |
| Razem                    | Razem                    | 3 404 646     |       |
| Uprawnieni do głosowania | Uprawnieni do głosowania | 6 355 568     |       |
| Źródło:                  |                          |               |       |